# Squallor Live
Squallor Live è il primo album dal vivo del rapper italiano Fabri Fibra, pubblicato il 23 ottobre 2015 dalla Universal Music Group.

## Descrizione
Contiene l'audio dell'intero concerto tenuto dal rapper il 17 ottobre 2015 presso il Fabrique di Milano, la prima delle due date annunciate per la promozione di Squallor. Riguardo alla pubblicazione, lo stesso Fabri Fibra ha dichiarato attraverso Facebook:
Nel 2019 è stata pubblicata la versione CD all'interno dell'edizione box set della raccolta Il tempo vola 2002-2020.

## Tracce
1. Skit Squallor (feat. Lucariello) – 2:09 (testo: Fabrizio Tarducci, Luca Caiazzo – musica: Sarah Tartuffo)
2. Squallor – 3:21 (musica: Rashad Muhammad)
3. Rock That Shit – 1:44 (testo: Fabrizio Tarducci, Youssoupha Mabiki – musica: Remi Tobbal, Guillaume Silvestri)
4. Troie in Porsche – 4:05 (musica: Antwan Thompson)
5. Amnesia – 7:18 (musica: Remi Tobbal, Guillaume Silvestri)
6. Lamborghini – 4:08 (musica: Remi Tobbal, Guillaume Silvestri)
7. Rime sul beat – 1:28 (musica: Rosario Castagnola)
8. Come Vasco – 2:39 (musica: Raymond Martin)
9. Alieno – 3:40 (musica: Rashad Muhammad, Chauncey Hollis)
10. Il rap nel mio paese – 4:41 (musica: Rosario Castagnola)
11. E tu ci convivi (feat. Gué Pequeno) – 6:42 (testo: Fabrizio Tarducci, Cosimo Fini – musica: Remi Tobbal, Guillaume Silvestri)
12. Lo sto facendo – 4:56 (musica: Ron Feemster)
13. Trainspotting – 7:07 (musica: Rosario Castagnola)
14. Playboy (feat. Marracash) – 4:42 (testo: Fabrizio Tarducci, Fabio Rizzo – musica: Rosario Castagnola)
15. Vita da star (feat. Marracash) – 6:09 (testo: Fabrizio Tarducci, Fabio Rizzo – musica: Luigi Florio, Giovanni D'Albenzio)
16. Pablo Escobar – 5:18 (musica: Rosario Castagnola)
17. E.U.R.O. (feat. Clementino) – 4:18 (testo: Fabrizio Tarducci, Clemente Maccaro – musica: Noah Nwachukwu, Darius Bryant)
18. Chimica Brother (feat. Clementino) – 4:43
19. Sento le sirene – 2:07 (musica: Antwan Thompson)
20. Non me ne frega un c***o (feat. Gemitaiz & MadMan) – 4:48 (testo: Fabrizio Tarducci, Davide De Luca, Pierfrancesco Botrugno – musica: Raymond Martin, Chauncey Hollis)
21. Io non ti invidio – 1:55 (musica: Davide Bassi)
22. Non crollo – 5:32 (musica: Francesco Tarducci)
23. Dexter (feat. Nitro & Salmo) – 5:38 (testo: Fabrizio Tarducci, Nicola Albera, Maurizio Pisciottu – musica: Omar Walker)
24. A volte (feat. Gel) – 4:43 (testo: Fabrizio Tarducci, Corrado Ferrarese – musica: Sarah Tartuffo)
25. A casa – 4:27 (musica: Remi Tobbal, Guillaume Silvestri)
26. Panico – 2:34 (testo: Fabrizio Tarducci, Giovanni Pellino – musica: Giovanni Pellino)
27. A me di te – 3:10 (musica: Leigh Elliott)